# Tour dopo tour (video)
Tour dopo Tour è una doppia VHS, pubblicata nel 1999, che testimonia il concerto milanese di Renato Zero, avvenuto l'anno precedente.
Contiene l'inedito Il circo e due medley, dei quali, il primo comprende, in ordine, La tua idea, Il carrozzone, Fermati, Accade, Spalle al muro, mentre il secondo è l'unione di Triangolo e Mi vendo.

## Tracce

### Vhs 1
1. L'italiana
2. Cercami
3. La favola mia
4. Emergenza noia
5. Siamo eroi
6. Ed io ti seguirò
7. Dimmi chi dorme accanto a me
8. I migliori anni della nostra vita
9. Felici e perdenti
10. L'equilibrista
11. Nei giardini che nessuno sa
12. Madame
13. La grande assente
14. Mi ameresti

### Vhs 2
1. Erotica apparenza
2. Medley: (La tua idea/Il carrozzone/Fermati/Accade/Spalle al muro)
3. Sesso o esse
4. La pace sia con te
5. Figaro
6. L'Impossibile vivere
7. Il circo
8. Il cielo
9. Medley: (Triangolo/Mi vendo)
10. Più su